# K-152 Nerpa
K-152 Nerpa, es un submarino de ataque de tercera generación, de origen soviético y propulsión nuclear, finalizado en Rusia y alquilado hasta el 2021 a la Armada India con el nombre de INS Chakra''. Tras finalizar el contrato de arrendamiento volvió a la Armada rusa.

## Construcción
El submarino tiene 8140 toneladas de desplazamiento en superficie, lleva 4 tubos lanzatorpedos de 533 mm y otros cuatro de 650 mm, una velocidad máxima de 35 nudos, autonomía para 100 días gracias a su propulsión nuclear y una tripulación estándar de 73 tripulantes. Su profundidad máxima es de unos 600 metros.
El submarino se diseñó para llevar torpedos y misiles de crucero con capacidad de ataque nuclear y formó parte del proyecto 971 clase Schuka-B (Akula según la designación OTAN). Es comparable a la poderosa clase Los Ángeles de submarinos estadounidenses.
La construcción se inició en el astillero Amur de Komsomolsk del Amur en 1991. Inicialmente, la construcción y el ciclo completo de pruebas se planearon para completarse en cuatro o cinco años, a más tardar, en 1996, donde el buque plenamente funcional debía unirse a la Flota del Pacífico. Sin embargo, su construcción se detuvo como consecuencia de la caída de la Unión Soviética.
Durante los siguientes años, ante la reestructuración del enorme complejo técnico-militar, se planteó privatizar el astillero y cancelar las diferentes construcciones iniciadas en el, reduciendo incluso a chatarra el Nerpa. En octubre de 1999, Komsomolsk del Amur, y en el astillero en particular, recibió la visita del primer ministro Vladímir Putin, que declaró:  "Terminaremos de construir el barco en el astillero".

### Alquiler a la India
La construcción se reanudó después de que se firmara un acuerdo sobre la construcción y el alquiler de dos submarinos nucleares en enero de 2004, durante la visita a la India del ministro de Defensa ruso, Serguéi Ivanov. Se pactó una cantidad equivalente a 650 millones de dólares para finalizar la construcción en el astillero y alquilarlos durante una década. La India desde su independencia en 1947, contó con ayuda de la Unión Soviética para modernizar su ejército y es uno de los grandes compradores tradicionales de la industria militar rusa.
Los términos del contrato con la India también preveían la finalización y el alquiler de un segundo submarino no terminado en el astillero Amur, que estaba listo al 42% a partir de 2002, pero posteriormente el número de submarinos a alquilar se redujo al Nerpa.
El Nerpa fue finalmente botado el 27 de octubre de 2008 y fue enviado en septiembre a la localidad de Bolshói Kamen, una pequeña ciudad que acoge a gran cantidad de especialistas del astillero Amur, cerca de Vladivostok. Durante las pruebas, en noviembre, un marinero intencionadamente activó el sistema de contra-incendios provocando la muerte de 20 personas y otras 21 personas tuvieron que ser hospitalizadas.

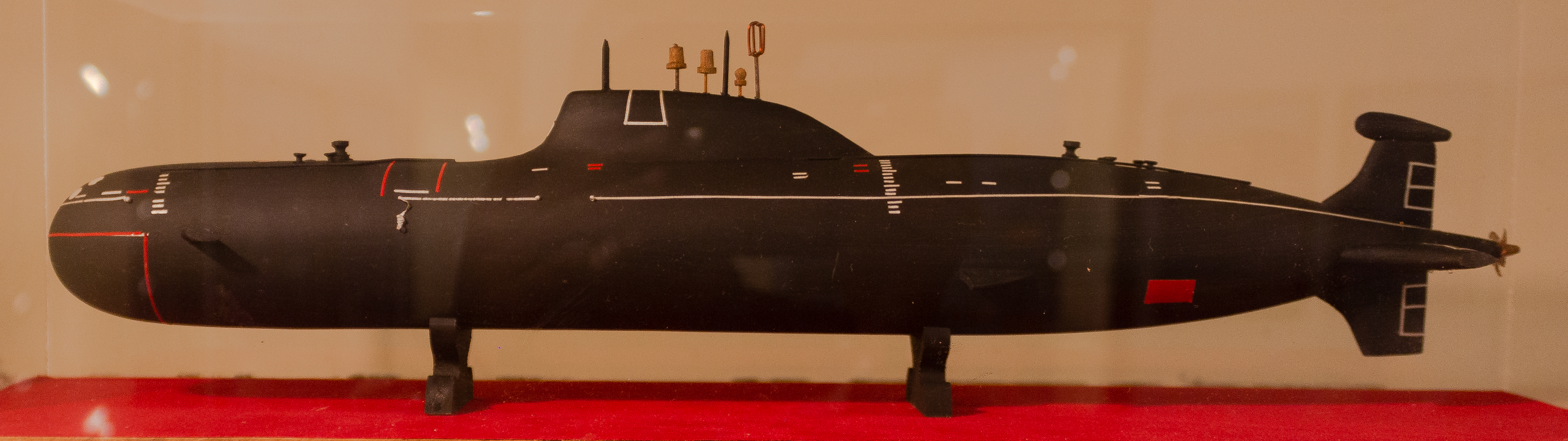
Maqueta a escala del INS Chakra (S71) en el museo municipal de Visakhapatnam, India.

Después del accidente el Nerpa pasó por un periodo de reconstrucción y supervisión de todos los sistemas con un coste superior a los 1900 millones de rublos (más de 60 millones de dólares). Presumiblemente se asocia con la destrucción de parte del equipo del barco por la acción del tetracloroetileno , que es un disolvente. Se cambió el software para controlar el sistema de extinción de incendios y se mejoró su eficacia.
El 28 de diciembre de 2009 se entregó a la armada rusa. En marzo de 2010, Rusia confirmó que se entregaría el submarino a la India.
El 10 de febrero de 2012, el Nerpa partió hacia la India, donde la marina india lo asignó a la armada con el nombre INS Chakra, también mencionado como Chakra II. Chakra fue el nombre del primer submarino (también de propulsión nuclear, pero de segunda generación, clase Victor II, K-53) entregado por la Unión Soviética a la India en 1988 hasta 1991. El 4 de abril, con base en la ciudad de Visakhapatnam, se incorporó oficialmente a la Armada India.

## La activación repentina y provocada del sistema contra-incendios del 2008
El Nerpa, después de ser botado, se encontraba en la etapa final de pruebas de todos los sistemas en el mar en los últimos meses de 2008. El 8 de noviembre de 2008, durante unas pruebas para disparar torpedos en una de las áreas de entrenamiento de combate de la flota en el Mar de Japón, se encontraba a bordo la tripulación habitual de 73 militares, además 135 ingenieros o técnicos civiles.

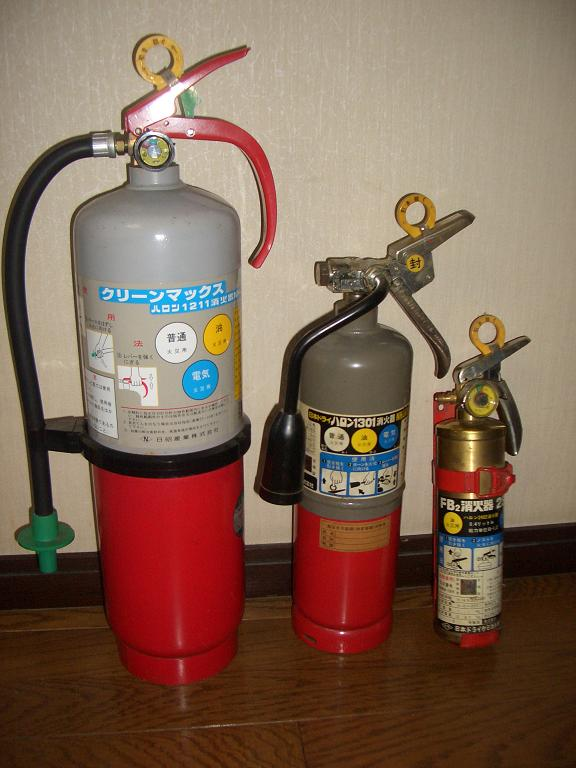
Extintores estándar con carga de gas Halón, de similar composición al halón 2402 utilizado por el submarino K-152 Nerpa.

A las 3:30 horas, con el submarino estaba a 80 metros de profundidad, el sistema contra-incendios se activó sin previo aviso a los ocupantes del primer y segundo compartimento, desprevenidos y sin tener preparados sus equipos de respiración. El sistema cerró de manera automática las escotillas entre los compartimentos para evitar que se extendiera el posible incendio. Además pulverizó grandes cantidades de gas ignífugo pero tóxico, con una composición entre otros del Halón 2402  (freón R-114B2) y otros gases peligrosos como el tetracloroetileno.  El falso extintor de incendios fue reemplazado por un extintor de incendios regular, se cambió el algoritmo para controlar el sistema de extinción de incendios. Estos provocaron que 20 personas murieran  por asfixia (17 civiles y 3 militares) y otras 21 personas sufrieron quemaduras del tracto respiratorio, asfixia y congelación.
Varios buques militares que participaban en las maniobras proporcionaron apoyo al sumergible, mientras a este le fue ordenado el regreso inmediato a base. A pesar de la gravedad de los hechos, fuentes rusas aseguraron que el submarino no sufrió ningún daño en su sistema de propulsión nuclear, ya que el supuesto accidente se produjo a proa, alejado del reactor, y que sus niveles de radiación eran normales.
El presidente Dimitri Medvedev ordenó la creación inmediata de un comité de instrucción que esclareciese las razones del accidente. Las primeras investigaciones de la fiscalía señalaron que el sistema se había disparado sin intervención humana. Cinco días después, con un estudio más exhaustivo, se indicó que el marinero Dmitry Grobov fue el responsable de la activación injustificada del sistema antiincendios.
Sin conocer la razón del motivo, Grobov se sentó en una de las consolas de operaciones del submarino y metió un código de cinco cifras que le permitió manipular el sistema contraincendios del submarino. El código de autorización de cinco cifras, en principio sólo era conocido por los oficiales, se había apuntado en una cinta adhesiva junto a la consola, ya que durante las pruebas era habitual tener que introducirlo en repetidas ocasiones por los diferentes técnicos. Gorbov alteró la información de los sensores de temperatura y presión, aumentando la temperatura desde los 30 hasta los 78 °C lo que provocó que se activase el sistema contra-incendios directamente.
El marinero Dmitry Grobov se declaró culpable y también se encontró culpable por negligencia al comandante, Dmirtry Lavrentiev.
Este hecho mortal fue el más grave acaecido en la flota de submarinos de Rusia desde la tragedia del naufragio del submarino K-141 Kursk en el 2000, donde murieron 118 marineros al hundirse a 108 metros de profundidad tras una explosión en la cámara de torpedos en un ejercicio militar. Tres años después, en 2003, el submarino atómico K-159 cuando era remolcado para el desguace y ya estaba fuera de servicio desde hace muchos años, se hundió al encontrarse con una tormenta en el mar de Bárents a 170 metros y con 10 personas a bordo, muriendo 9 de ellos.